# Lago Cohoha
O lago Cohoha ou Tshohoha ou Cyohoha Sud (em francês:  Lac Cyohoha Sud) é um lago dividido entre o Burundi e o Ruanda.